# Alerta Roja (banda)
Alerta Roja es una banda argentina de Punk proveniente de Gerli, Buenos Aires. Es considerada una de las bandas precursoras del género en Argentina.

## Historia

### Contexto histórico y sociológico
Si bien a comienzos de 1945, Argentina se declaró abiertamente en apoyo de los Aliados de la Segunda Guerra Mundial, no participó del conflicto, y durante los siguientes casi cincuenta años, mostró mayor posicionamiento hacia las potencias occidentales durante la denominada Guerra Fría. Durante la Guerra Fría se desató en la Argentina y otros países de la región una escalada de violencia conocida como «Guerra Sucia» o «Los años de plomo». En este contexto, se produjo también el conocido Plan Cóndor que incluyó a varios países de la región.

«Durante los 60 y 70, todos los gobiernos electos fueron derrocados por golpes militares. El conflicto social y la violencia política fueron creciendo en intensidad. Perón y el partido justicialista, aún desde la proscripción, seguirán siendo un factor importante en el panorama político de todo este período. Muchas de las conquistas sociales logradas durante los gobiernos peronistas desaparecen. Paradójicamente la economía registró los más altos índices de crecimiento del mundo, pero la deuda externa también aumenta fuertemente. A partir de la segunda mitad de la década del 60, también se agravan los problemas sociales, y aparece la insurgencia guerrillera de ERP y Montoneros y otras organizaciones armadas. En 1972, Perón vuelve a Argentina. El claro triunfo del peronismo en las elecciones de 1973 se ven afectadas por la muerte de Perón al año siguiente. El país, se encaminaba a una tragedia.»
Argentina durante la Guerra Fría (1945-1991)

El Golpe de Estado de 1976 —denominado Operación Aries por sus perpetradores— fue la rebelión cívico-militar que depuso a la Presidenta de la Nación Argentina, María Estela Martínez de Perón, el 24 de marzo de ese año. En su lugar, se estableció una junta militar, liderada por el teniente general Jorge Rafael Videla, el almirante Emilio Eduardo Massera y el brigadier general Orlando Ramón Agosti. La junta tomó el nombre oficial de Proceso de Reorganización Nacional y permaneció en el poder hasta diciembre de 1983.

«Esto generó el nacimiento del Punk en la Argentina. Jóvenes que no podían soportar más callar los excesos del gobierno y que no se sentían representados por los rockeros de turno, llámense Spinetta, García, Nebbia, Gieco, Pappo y montones de etcéteras, era muy poco lo rescatable, además cierta parte de la juventud buscaba otro lenguaje para expresar lo que sentía, veía que la ambigüedad de las letras de esa época no los identificaba y allí estaba el Punk-Rock al alcance de la mano, un Rock violento, simple y con una poesía urbana, que más bien parecían bandos de guerra. Insultos, p******* por doquier, y si tenías que decir c***, decías c*** y si tenías que decir militares de m*****, decías militares de m***** y que Dios te ayude.»
Biografía de Alerta Roja  Portal argentino Rock.com.ar.

### Inicios
A fines de los 70', Argentina se encontraba bajo una cruenta dictadura militar. Mientras que el Punk en Estados Unidos e Inglaterra estaba en decadencia, en la Argentina no sucedía lo mismo. Por aquel entonces, un joven llamado Pedro Braun, alias "Hari-B", arma el grupo Los Testículos(1978), que luego devendría en Los Violadores(1980). En aquel periodo "Hari-B" debía realizar el Servicio Militar, y sus compañeros Sergio Gramática y demás integrantes, decidieron cambiar el nombre del grupo por el de Los Violadores. A partir de ellos, rápidamente aparecen otras formaciones, como Los Psicópatas(1979) o Los Laxantes(1979), con Gamexane, futuro miembro de Todos tus muertos(1985) en la guitarra.

### 1981 - El DemoHippie Japa
Los Psicópatas(1979), luego llamados Estado de Sitio, estaba inicialmente formada por Pablo Stella en guitarra, Fernán Contreras en batería y Daniel García en bajo y voz. Luego de dos meses de ensayos la banda tendría sus primeras cinco canciones, de las cuales elegirían las que formarían parte de su primer demo. A mediados de 1981 editan el primer Simple Punk de Argentina, el cual sería lanzado al mercado meses más tarde, luego de la Guerra de las Malvinas. Aquel demo, sería un vinilo de 7" bajo el Sello independiente que crea el propio grupo, Pelmaso Records, producido por Marcelo Gasió, luego tecladista de la banda.

«Con un sonido pobrísimo y una ejecución similar(Sic), se eligieron dos temas, que fueron "Desocupación" como lado A y "Hippie Japa" como lado B. Se hicieron 50 copias y se regalaron 48, un exito!.»
Biografía de Alerta Roja  Portal argentino Rock.com.ar.

Meses antes del conflicto de Malvinas, ya habían decidido llamarse Alerta Roja, como símbolo del momento político que vivía el país. En referencia al nombre elegido, al ser entrevistados en Radio del Plata por Tom Lupo en el 83', mencionarían que «"Lo rojo no es la salida tampoco"». En ese transcurrir se suma a la banda Sergio Spadavecchia en voz:

«En el caso de Alerta Roja, primero nos llamamos Los Psicópatas. Nos censuraron. Después fuimos Estado de Sitio, nos pasó lo mismo y antes de Malvinas nos pusimos Alerta Roja, para reflejar el estado en que vivía el país. La gente no entendía al Punk, como tampoco lo entiende ahora. Nosotros no éramos bolches ni nazis. Simplemente cantábamos revolución, queríamos un cambio mucho más poderoso. Eramos apolíticos, totalmente anarquistas. Alerta Roja quería llegar al gran público "sin transar"(Sic).»
 Sergio Spadavecchia  Diario argentino Pagina12,Suplemento NO, 02/09/99.

## Miembros

### Última formación conocida
- Sergio Mauro Spadavecchia[1]/ "Mongo" - Voz
- Osvaldo Campos/ "Pelado", "El Pela" - Batería (Subversión, Locura Contra Todo)
- Daniel García/ "Pato" - Bajo (Vértigo)
- Agustín Pascual/ "Pesadilla" - Guitarra

### Miembros anteriores
- Pablo Stella/ "Strangler" - Guitarra
- Fernán Contreras - Batería (Vértigo, Comando Suicida)
- Marcelo Gasió - Teclados
- Sergio Gabriel Ucci - Guitarra (Vértigo)
- Gabriel Sánchez/ "Chiflo" - Saxo (Los Auténticos Decadentes, La Renga)
- Felix - Batería

## Discografía

### Oficiales
- 1982 - Desocupación / Hippie Japa - Simple de 7 Pulgadas auto-editado bajo el nombre de Pelmaso Records
- 1985 - El Llanto Interior - 1982 - 1984 - Alerta Roja en vivo - Cassette en Vivo de una fecha compartida con la banda Sumo.

### Compilados
- 2013 - Historiko 81-87, La Otra Cara del Punk - Pinhead Records - Compilado conteniendo masters restaurados de álbumes de estudio inéditos Derrumbando la Casa Rosada y El Llanto Interior.
- 2014 - Algo Esta Cambiendo... Y Muy Violentamente

## Grabaciones No Publicadas
- 1983 - Derrumbando la Casa Rosada - Cinta maestra del primer álbum de estudio
- 1985 - El Llanto Interior - Cinta maestra de sesiones de estudio
- 1987 - Alerta Roja en vivo en Cemento. - Grabado en Cassette

## Filmografía
- 1983 - Atrincherado - Filmado por Marcelo Gasío
- 1985 - Alerta Roja en vivo en La Alcantarilla. - Filmación de amateur videocámara de la banda en vivo.